# Крымов, Афанасий Гаврилович
Афана́сий Гаври́лович Кры́мов (публиковался под псевдонимом Евгений Куо, настоящие имя и фамилия — Го Шаотан, кит. 郭肇堂, 17 января 1905—22 декабря 1988) — советский китаевед и историк, доктор исторических наук, сотрудник Коминтерна и китайский революционер. Политэмигрант.

## Биография
Родился в селе Чжоухань провинции Чжэцзян на Юге Китая в бедной крестьянской семье. В 11 лет начал зарабатывать на жизнь. В 1922 г. стал литографским рабочим в одной из шанхайских школ, которую одновременно посещал в качестве вольнослушателя. В 1924 году вступил в ряды КСМ Китая. Комсомол рекомендовал его на работу в издательство Шанхайского университета, которым в ту пору фактически руководили китайские коммунисты.
В 1925 г. Го Шаотан — член КПК, активно работает в партийной печати, становится одним из руководителей грандиозных выступлений шанхайских пролетариев и студентов, известных в истории китайской революции 1925—1927 гг. как «движение 30 мая 1925 года» Преследуемый за активное участие в революционной деятельности, он по решению ЦК КПК направляется в конце 1925 года в Москву на учебу в Коммунистический университет трудящихся Востока (КУТВ), где учится до 1927 г., а затем возвращается в Китай. В 1928 году после поражения революции КПК вновь направляет его на учебу в Москву.
В ноябре 1928 года Го Шаотан вступает в ряды ВКП(б) и направляется Секретариатом ИК Коминтерна (ИККИ) и ЦК ВКП(б) на учебу в Институт красной профессуры (ИКП). Одновременно с Го Шаотаном в институте Красной профессуры учились ещё три представителя КПК: Чжан Вэньтянь, Ван Цзясян и Шэнь Цзэминь. Китайские студенты в Москве их звали "Четыре великих профессора" (“Sì dà jiàoshòu “四大教授”). В 1934 г. А. Г. Крымов заканчивает аспирантуру историко-партийное отделение ИКП с присвоением ему звания кандидата исторических наук.
Одновременно с учебой А. Г. Крымов ведет и партийную работу: с 1929 года он является сотрудником представительства ЦК КПК при ИККИ, преподает в Международной ленинской школе, в КУТВе и КУТКе, входит в Большую редакцию журнала «Коммунистический интернационал», редактирует китайское издание журнала, является членом редколлегии по изданию произведений В. И. Ленина на китайском языке. В 1932 г. — инструктор ЦК ВКП(б) по Дальнему Востоку, а также член бюро Отдела по работе в деревне. Сотрудник Международного Аграрного института (1930—1932).
В 1934 г. решением ЦК ВКП(б) А. Г. Крымов передан в распоряжение ИККИ и назначен помощником заведующего сектором Восточного секретариата Коминтерна. В 1935 г. принимает участие в работе VII Конгресса Коминтерна в качестве делегата от компартии Китая вместе с Кан Шэном. После Конгресса работает в аппарате Георгия Димитрова, у которого он стал референтом по китайскому вопросу и его политсекретарем. С мая 1937 по март 1938 г. Крымов работал заместителем заведующего научным отделом НИИ Национально-колониальных проблем и участвовал в подготовке коммунистов стран Востока.

## Арест, заключение, реабилитация
К моменту ареста 23 марта 1938 г. работал в НИИНКП. На допросах подвергался пыткам, из него выбивал показания следователь Александр Лангфанг. 27 апреля 1939 года ВК ВС СССР осужден на 15 лет ИТЛ (ст. 58-1, ч. 1 и 58-11 УК РСФСР). В середине 1950-х следователям и судьям по делу Лангфанга Афанасий Крымов подробно рассказал, каких показаний от него домогались в 1938 году, согласно сценарию НКВД Георгий Димитров был руководителем шпионского центра Коминтерна, в этот шпионский центр входило в том числе и все руководство Китайской компартии, включая Мао Цзедуна, Чжоу Эньлая, Лю Шаоци, Дун Биу и Чжу Дэ
Отбывал срок в Норильлаге, а затем до 20 марта 1953 г. в Горлаге (Норильск). После окончания срока до 13 ноября 1954 года находился в ссылке там же в Норильске в Красноярском крае. Определением ВК ВС СССР от 6 октября 1954 г. приговор от 27 апреля 1939 года отменен и дело прекращено «за недостаточностью улик». 13 октября 1956 г. дело пересмотрено повторно и реабилитирован «за отсутствием состава преступления».

## После реабилитации
В 1955 году А. Г. Крымов стал научным сотрудником Института востоковедения (ИВ АН СССР), а затем в 1957 г. — заведующим сектором государственного строительства Китая вновь образованного Института китаеведения АН СССР.

### Первый визит в КНР в 1957 году
Осенью 1957 года Го Шаотан, имевший, как и вся его семья, советское гражданство, приехал в Китай по приглашению Чжоу Эньлая вместе с  женой и дочерью. Его встретили Лю Шаоци и Чжоу Эньлай, и многие старые товарищи из Коммунистической партии Китая по очереди устраивали банкеты для Го Шаотана. Ли Лисань также устроил банкет у себя дома и пригласил старых товарищей, таких как Ян Шанкунь и Ли Вэйхань.

### После возвращения в СССР
После достаточно[сколько?] продолжительного пребывания в КНР вместе с семьей Го Шаотан решил вернуться в Москву, где продолжил работать заведующим сектором государственного строительства Китая Института китаеведения АН СССР. 
На Лушаньской конференции в 1959 году Кан Шэн созвал членов Центрального комитета Коммунистической партии Китая, которые имели контакт с Го Шаотаном в 1957 году, и объявил, что Го Шаотан был советским шпионом. Он считал, что визит Го Шаотана в Китай в 1957 году был шпионской миссией, и попросил всех прекратить общение с ним. Кан Шэн также распространил слух, что на том основании, что жена Ли Лисаня, Ли Ша, была советской гражданкой, Ли Лисаня подозревают в сговоре с иностранными государствами. Го Шаотан на долгие годы был лишён возможности посещать Китай. Ли Лисань погиб во время культурной революции, а Елизавета Кишкина (Ли Ша) провела 8 лет в одиночной камере. 
В 1960 году институт востоковедения АН СССР был закрыт по требованию КПК). В 1962 г. защитил докторскую диссертацию по теме «Общественная мысль и идеологическая борьба в Китае. 1917—1929 гг.» С 1970 по 1988 г. Крымов работал консультантом Отдела Китая ИВ АН СССР. С 1974 г. — персональный пенсионер союзного значения.
В 1986 году, за два года до кончины Го Шаотан получил возможность снова посетить КНР.
Умер в 22 декабря 1988 года в Москве. Похоронен на Хованском кладбище.

## Семья
- Жена — Берта Лазаревна Паглина (1903, Вильно —?), в 1938 году работала машинисткой в "Гостранстехиздате", арестована до Го Шаотана, 9 марта 1938[10], в связи с арестом брата, советского военачальника Натана Паглина[11]. В мае 1938 Берта Лазаревна приговорена к 8 годам ИТЛ по обвинению в шпионаже в пользу Польши и в связях с врагами народа. Освобождена из Севвостлага в октябре 1946 года. В июне 1951-го арестована повторно, приговорена к ссылке в Акмолинскую область Казахстана[10].
  - Дочь
- Брат — Го Цзинтан (1903—1952), первоначальное имя Инню, также известный как Ицин и Нин Циньтан. Вступил в Китайский социалистический союз молодежи в 1920 году. В 1925 году вступил в Коммунистическую партию Китая. В 1932 году отправился в Шанхай, чтобы взять на себя управление «Книжным магазином Тяньма» и заняться изданием произведений левых писателей. В 1937 году он вернулся в Юйяо и служил заместителем капитана военной политической рабочей группы, редактировал еженедельник «Битва» и основал «Чжэдун Дейли». После 1944 года он служил генеральным секретарем партизанской колонны Восточного Чжэцзяна, заместителем председателя Совета Восточного Чжэцзяна, членом Административного комитета Восточного Чжэцзяна и директором Департамента гражданских дел Административного управления, а также директором Бюро промышленной и коммерческой администрации Восточного Чжэцзяна. После того, как партизанская колонна Восточного Чжэцзяна отступила на север и переместилась в базовые районы Цзянсу, Аньхой и Шаньдун, Го Цзинтан последовательно занимал должности секретаря-директора Управления промышленности и торговли провинции Шаньдун, министра промышленности и торговли Военной контрольной комиссии Цзинаня и директора Бюро налогообложения провинции Шаньдун. В 1949 году он последовал за Народно-освободительной армией на юг и занимал должности заместителя министра промышленного департамента Военной контрольной комиссии Ханчжоу и директора Промышленно-коммерческого бюро, заместителя директора городского экономического комитета, председателя Zhejiang Enterprise Company, члена провинциального народного правительства, члена провинциального финансово-экономического комитета и заместителя директора промышленного департамента[12].  30 июля 1952 года Го Цзинтан умер от болезни в Шанхае[13].

## Труды
- Куо Жа-тон. Новое в политике китайской контрреволюции // КИ. 1928. № 48. С. 7-17;
- Куо Евгений. Кризис в стане китайской контрреволюции. // Большевик 1929. № 21. С. 74-86;
- Куо Евгений. За советский Китай. М.-Л., Огиз „Моск. рабочий“, тип. изд-ва „Дер эмес“ в Мск. 1931 . 80 стр .
- Куо Квгений. Аграрный вопрос в современном Китае // Аграрный вопрос на Востоке. М., 1931. С. 49-95;
- Куо Евгений. Манчжурские события и китайская революция // Аграр. Пробл. 1931. No 9-10, c. 62-73.
- Куо Квгений. Углубление аграрного кризиса и подъём крестьянского революционного движения в Китае и задачи китайской компартии. — «Аграрные проблемы», 1933, No 9—10 , с. 113—134.
- Куо  Евгений. Что представляет собой советский Китай? //  Ответы на вопросы текущей политики, No 4, — М., Московский рабочий, 1934, с. 54—62.
- Куо Евгений. Что представляет собою советский Китай. //  Пропагандист, 1934, No 5–6, с. 29—35.
- Куо Квгений. Аграрная программа и аграрная политика китайской компартии в советском Китае // Аграрный вопрос и современное крестьянское движение. Вып. 1. М., 1935. С. 52-66;
- Куо Шао-тан. Развитие народного образования, науки и культуры в КНР // СВ. 1956. № 5. С. 89-95;
- Куо Шао-тан. Философские взгляды Лян Шу-мина // Фопросы философии,  1957. № 1. С. 128—136;
- Қуо Шао-тан. Развитие народного образования, науки и культуры в Китайской Народной Республике. «Советское востоковедение», 1956, No 5, стр. 103—112.
- Куо Шао-тан. Международное значение победы народной революции в Китае // Современный восток 1957. Выпуски 3 C. 4-6
- Крымов А. Г. Общественная мысль и идеологическая борьба в Китае в 1917—1927 гг.: Автореферат дисс. на соиск. уч. степ. докт. ист. наук. М., 1962;
- Крымов А. Г. (Тин Шэн) Последняя поездка Сунь Ят-сена // Сунь Ят-сен. 1866—1966. М., 1966. С. 289—309;
- Крымов А. Г. Дискуссия о докапиталистических отношениях в Китае в 20-30-х гг. // Проблемы докапиталистических обществ в странах Востока. М., 1971. С. 95-126;
- Го Шао-тан, Н. П. Виноградов. В. И. Ленин и Китай // Ленин и Восток, М., 1960. C. 90=-146.
- Го Шао-тан. Общественная мысль и идеологическая борьба в Китае (1900—1917). М., 1972;
- Го Шао-тан. Критика некоторых философских и социологических взглядов буржуазных правых элементов в Кмитае (1957-1959)
- Го Шаотан (Крымов А. Г.) Историко-мемуарные записки китайского революционера. М.: Наука. Гл. ред. вост. лит., 1990.